# Jim Forest
Jim Forest (2. listopadu 1941 – 13. ledna 2022) byl americký novinář, spisovatel a křesťanský aktivista, přítel Thomase Mertona. V současné době žije v Nizozemsku a spolu se svojí manželkou Nancy je tajemníkem pravoslavné organizace Orthodox Peace Fellowship of the Protection of the Mother of God. Zároveň je editor s touto organizací spojeného časopisu In Communion.
Jde o autora řady knih s náboženskou tematikou, které částečně odráží i jeho složitý náboženský vývoj (původně byl anglikán, pak konvertoval ke katolicismu a nakonec se přihlásil k pravoslaví).

## Knihy
- Living with Wisdom: A Life of Thomas Merton (1991)
- Love is the Measure: A Biography of Dorothy Day (1994)
- Praying wit icons (1997)
- The Ladder of the Beatitudes (1999)
- Confession: Doorway to Forgiveness (2002)
- The Resurrection of the Church in Albania (2002)
- The Wormwood File: E-mail from Hell (2004; česky vyšlo v roce 2007 jako E-maily z pekla)[2] – pokračování slavné Lewisovy knihy Rady zkušeného ďábla, která člověka konfrontuje s problémy moderního světa
- Road to Emmaus: Pilgrimage as a Way of Life (2007)